# 征镒荆芥
征镒荆芥（学名：Nepeta wuana）为唇形科荆芥属下的一个种。
昆明植物所向春雷博士、董洪进博士在昆明植物研究所标本馆（KUN）的馆藏标本中发现一份采自山西运城的未定标本（李才贵98，1960年8月9日，山西运城西姚）。该份标本因干时叶片背面呈灰白而与其它荆芥属标本明显不同，吴征镒院士于1975年对该份标本进行了“Nepeta sp. nov.”的注释，但并未正式发表。后来董洪进等前往山西运城进行了野外调查，并重新采集到该种植物的标本。综合外部形态、显微解剖特征等研究结果，确定其为一新种，并其命名为征镒荆芥，以纪念吴征镒对中国唇形科植物分类研究的贡献。
该种在形态上与松藩荆芥（Nepeta sungpanensis C. Y. Wu）较为相似，不过因其花冠下唇中裂片延长、具大叶片及萼片细尖而易于区别。